# Phasicnecus fouassini
Phasicnecus fouassini är en fjärilsart som beskrevs av Ugo Dall'asta och Poncin 1980. Phasicnecus fouassini ingår i släktet Phasicnecus och familjen Eupterotidae. Inga underarter finns listade i Catalogue of Life.